# NGC 1989
NGC 1989 é uma galáxia elíptica (E-S0) localizada na direcção da constelação de Columba. Possui uma declinação de -30° 48' 02" e uma ascensão recta de 5 horas, 34 minutos e 23,4 segundos.
A galáxia NGC 1989 foi descoberta em 28 de Janeiro de 1835 por John Herschel.